# Altamira de Zináparo
Altamira de Zináparo es una localidad del estado mexicano de Campeche. Es parte del municipio de Escárcega.

## Demografía
| Gráfica de evolución demográfica |
|                                  |

| Censo | Población |
| ----- | --------- |
| 1980  | 175       |
| 1990  | 1 016     |
| 2000  | 1 156     |
| 2010  | 1 040     |
| 2020  | 1 167     |